# Temmen
Temmen ist eine ehemalige Gemeinde im Landkreis Uckermark in Brandenburg (Deutschland). Die Gemeinde bestand bis zum 31. Dezember 2001. Die ehemaligen Ortsteile Alt-Temmen und Neu-Temmen sind jetzt Bestandteile der Gemeinde Temmen-Ringenwalde.

## Geografie und Verkehr
Die uckermärkischen Orte Alt-Temmen und Neu-Temmen liegen in einem wald- und seenreichen Gebiet im Dreieck zwischen den Städten Prenzlau, Joachimsthal und Templin. Die hügelige Endmoränenlandschaft im Biosphärenreservat Schorfheide-Chorin erreicht mit dem Kienberg nahe dem Ortsteil Neu-Temmen eine Höhe von 109 m ü. NN. Die größten Seen der Umgebung sind der Große und Kleine Krinertsee, der Klare See und der Düstersee. Alt-Temmen liegt zwischen beiden letztgenannten Seen. Durch Alt-Temmen führt die Landesstraße 241. Unweit des Ortes entspringt die Ucker.

## Geschichte
Im Jahr 1375 wurde Temmen, das heutige Alt-Temmen, als „Tempne“ erstmals in einer Urkunde erwähnt. Temmen war ein Gutsdorf, dessen Besitzer im Mittelalter mehrfach wechselten. Seit Mitte des 18. Jahrhunderts ist der Name „Alt Temmen“ überliefert, als im Jahr 1743 das Vorwerk Neu Temmen südöstlich von Alt-Temmen angelegt wurde. Der Besitzer Alexander von Arnim ließ hier 1749 ein Gutshaus errichten. Im Jahr 1775 wurden in Temmen unter den 87 Einwohnern 24 Büdner gezählt. Die Zusammenlegung der Orte Alt-Temmen und Neu-Temmen zur Gemeinde Temmen erfolgte 1928. In jenem Jahr zählte man 191 Einwohner. Am 1. Juli 1969 wurde Poratz nach Temmen eingemeindet.
Am 31. Dezember 2001 schlossen sich Temmen und Ringenwalde zur neuen Gemeinde Temmen-Ringenwalde zusammen.